# Market Drayton
Market Drayton is een civil parish (marktstad) in het bestuurlijke gebied North Shropshire, in het Engelse graafschap Shropshire. De plaats telt 11.773 inwoners.